# Johann Bayer (Astronom)

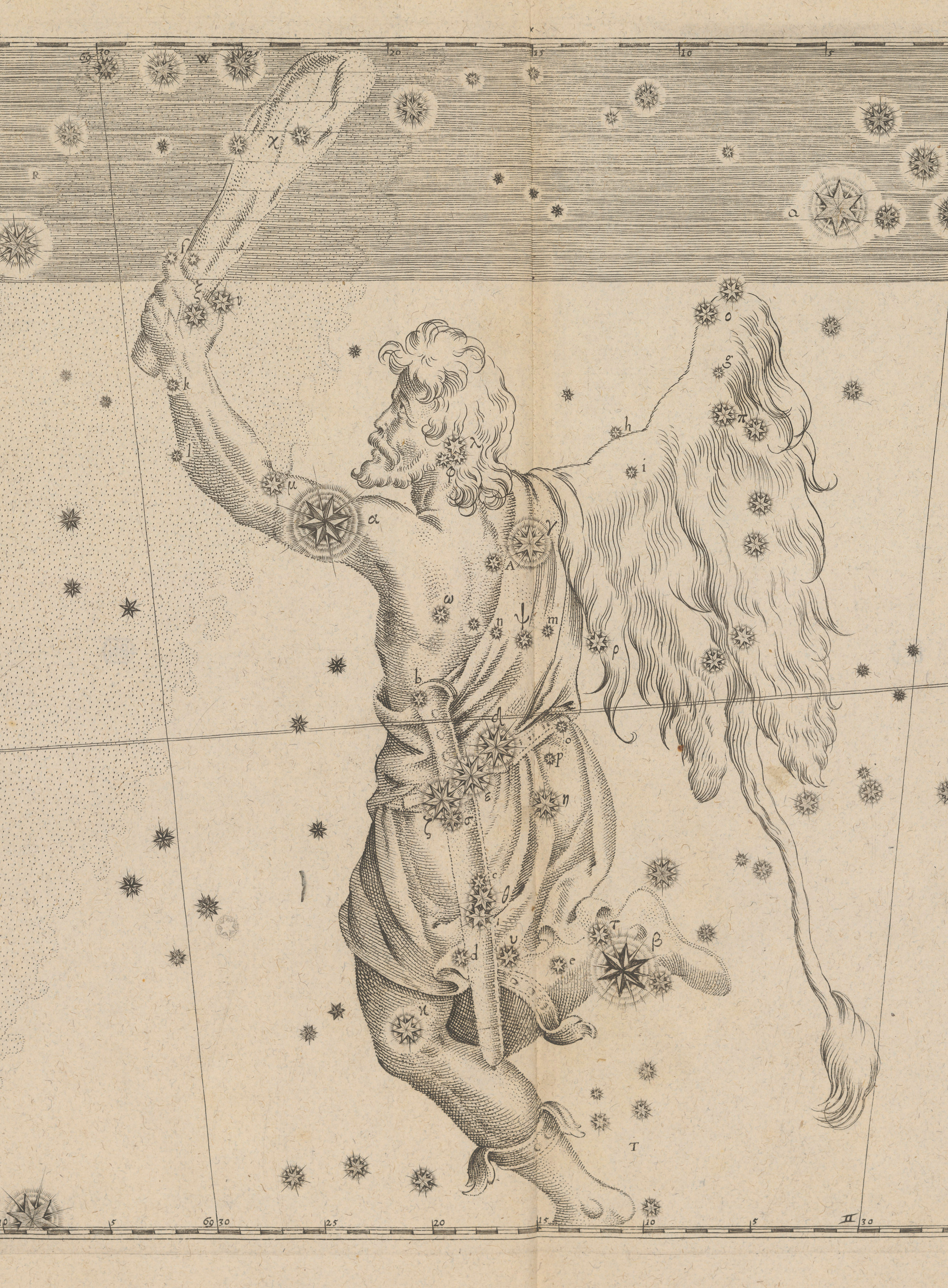
Das Sternbild Orion aus Bayers Uranometria

Johann Bayer (auch Johannes Bayer; * 1572 in Rain; † 7. März 1625 in Augsburg) war ein deutscher Astronom und Jurist. Er schuf einen bedeutenden Himmelsatlas, die Uranometria.

## Leben
Bayer besuchte die Lateinschule in Rain und ging später vermutlich nach Augsburg auf eine weiterführende Schule. Ab 1592 studierte er Philosophie und Rechtswissenschaften an der Universität Ingolstadt. Das Studium schloss er Ende des 16. Jahrhunderts als „Lizentiat der Rechte“ ab und ließ sich als Rechtsanwalt in Augsburg nieder.
Daneben betätigte sich Bayer intensiv auf den Gebieten der Mathematik, Archäologie und Astronomie. Während eines Aufenthaltes in Rom nahm er an Ausgrabungen an der Via Nomentana teil und fertigte Zeichnungen der wichtigsten Funde an.
Sein astronomisches Hauptwerk war der Himmelsatlas Uranometria, herausgegeben 1603 in Augsburg. Der zum Teil auf den damals sehr genauen Beobachtungsdaten des Tycho Brahe basierende Atlas war der erste, der die gesamte Himmelskugel abdeckte. Er enthielt 51 Karten: je eine für die 48 ptolemäischen Sternbilder, eine für den südlichen Sternenhimmel, und zwei Planisphären mit dem gesamten Nord- und Südhimmel.
In der Uranometria führte Bayer ein System zur Benennung von Sternen mit griechischen und lateinischen Buchstaben ein, die „Bayer-Bezeichnungen“. Darüber hinaus fügte er den klassischen Sternbildern der Antike neue hinzu, die heute noch gebräuchlich sind.
Zu Bayers Gedenken wurde der Einschlagkrater Bayer auf dem Mond benannt. In seiner Geburtsstadt Rain erinnern die Johannes-Bayer-Straße (seit 1946) und die Johannes-Bayer-Grundschule (seit 1991) an ihn.